# Gabriel Cedrés
Néstor Gabriel Cedrés Viera (Minas, Uruguai, 3 de março de 1970) é um ex-futebolista profissional uruguaio, que atuava como atacante.

## Carreira
Por clubes, Gaby se destacou no Peñarol, tendo atuado em quase 00 partidas - sendo 219 entre 1998 e 2005.
Outros clubes em que Cedrés militou foram Argentinos Juniors, River Plate, Boca Juniors, América do México, River de Montevidéu e Montevideo Wanderers.
Em âmbito profissional, Cedrés deixou de atuar em 2009, no Deportivo Maldonado. Continuou jogando em clubes amadores de seu país (Defensor de Maldonado, San Carlos e Barrio Olímpico).
Parou definitivamente de jogar em 2010, no clube amador Decano Carolino, da cidade de San Carlos.

## Seleção
Atuou em 28 partidas pela Seleção do Uruguai entre 1990 e 2000, marcando cinco gols, e participou da campanha de sua seleção na Copa América de 1991.

## Títulos Nacionais
Peñarol
- Três Campeonatos Uruguaios

River Plate
- Primera Division Argentina: Apertura 1996
- Taça Libertadores da América: 1996